# Херој Народне Републике Бугарске
Херој Народне Републике Бугарске (буг. Герой на Народна република България) је било највише почасно звање у Народној Републици Бугарској, установљено 15. јуна 1948. године. Додељивало се бугарским и страним држављанима за подвиге или дела учињена у заштити Бугарске и савезничких земаља. Поред звања Хероја добијао се Орден Георги Димитрова, Медаља Златна звезда (идентична совјетској) и Повеља хероја, које је додељивао Државни савет НР Бугарске. Ово звање уведено је по узору са совјетско звање Хероја Совјетског Савеза. Овим почасним звањем је одликовано 58 људи.

## Историја
Почасно звање Хероја Народне Републике Бугарске установљено је одлуком Председништва Велике народне скупштине 15. јуна 1948. године. Ово почасно звање додељивао је Државни савет народне Републике Бугарске домаћим и страним држављанима за заслуге и достигнућа или дела учињена у заштити Бугарске и савезничких земаља. Одликована лица добијала су почасно звање, Медаљу Златну звезду, Повљу хероја Државног савета НР Бугарске и једнократну новчану награду од 1.500 лева. Стаут одликовања предвиђао је додељивање по други и трећи пут, као и изградњу бронзане бисте у родном месту двоструког и троструког хероја. 
Ово почасно звање укинуто је 21. марта 1991. године, а до тада је 58 лица проглашено за Хероје народне Републике Бугарске.

## Хероји Народне Републике Бугарске
Неки од 58 проглашених Хероја Народне Републике Бугарске:
- Тодор Павлов, члан Централног комитета Комунистичке партије Бугарске од 1957 до 1977, члан Политбироа Комунистичке партије од 1966 до 1976 и два пута члан Президијума Народне скупштине (1947-1954 и 1962-1971), одликован 1970. године
- Тодор Живков, генерални секретар ЦК БКП и предеседник Државног савета НРБ, одликован 1971. и 1981. године
- Леонид Брежњев, генерални секретар ЦК КПСС и предеседник Президијума Врховног савета СССР-а, одликован 1973, 1976. и 1981. године.
- Никита Хрушчов, генерални секретар ЦК КПСС, одликован 1964. године
- Рубен Аврамо, секретар ЦК КП БКП и министра, одликован 1980. године
- Фјодор Толбухин, маршал Совјетског Савеза, одликован 1981. године
- Елизабета Багрина, књижевница, одликована 1983. године